# Marian Ilitch
Marian Ilitch, flicknamn: Bayoff, född 7 januari 1933, är en amerikansk affärskvinna och filantrop.
Hon är styrelseordförande för holdingbolaget Ilitch Holdings, som i sin tur äger bland annat Little Caesars Pizza, Detroit Red Wings (NHL), Detroit Tigers (MLB) och kasinot Motorcity Casino.
Den amerikanska ekonomitidskriften Forbes rankar Ilitch till att vara världens 616:e rikaste med en förmögenhet på $3,7 miljarder för den 2 augusti 2019. Hon var gift med affärsmannen Mike Ilitch mellan 1955 och 2017, när han avled i februari det året.